# Мирне (Криворізький район)
Мирне — село в Україні, в Криворізькому районі Дніпропетровської області. Входить до складу Карпівської сільської громади. Населення — 120 мешканців (2021 рік).

## Географія
Село Мирне знаходиться за 1 км від правого берега річки Вербова, на протилежному березі розташоване село Явдотівка. По селу протікає пересихаючий струмок з загатою. Річка в цьому місці пересихає, на ній зроблена зроблено кілька загат.

## Історія
За радянських часів і до 2016 року село носило назву Котовське.

## Населення

### Мова
Розподіл населення за рідною мовою за даними перепису 2001 року:
| Мова       | Кількість | Відсоток |
| ---------- | --------- | -------- |
| українська | 140       | 92.11%   |
| російська  | 12        | 7.89%    |
| Усього     | 152       | 100%     |

## Інтернет-посилання
- Погода в селі Мирне [Архівовано 20 грудня 2011 у Wayback Machine.]